# الجيش العربي (1920 - 1956)
الجيش العربي أو الفيلق العربي جيش نظامي تكون في إمارة شرق الأردن ثم شمل جميع إمارات المملكة الأردنية الهاشمية كلها في أوائل القرن العشرين. أطلق الملك عبد الله الأول بن الحسين لقب الفيلق العربي على أول قوة عسكرية في منطقة شرق الأردن عام 1920 عندما تم توحيد عدة مجموعات قتالية كانت تحارب في الثورة العربية الكبرى، والفيلق العربي الأول هو جيش المملكة الحجازية الهاشمية. أسس الجيش الضابط الأنجليزي فردريك بيك ثم استلم قيادته الضابط الشهير غلوب باشا عام 1939.

## التكوين

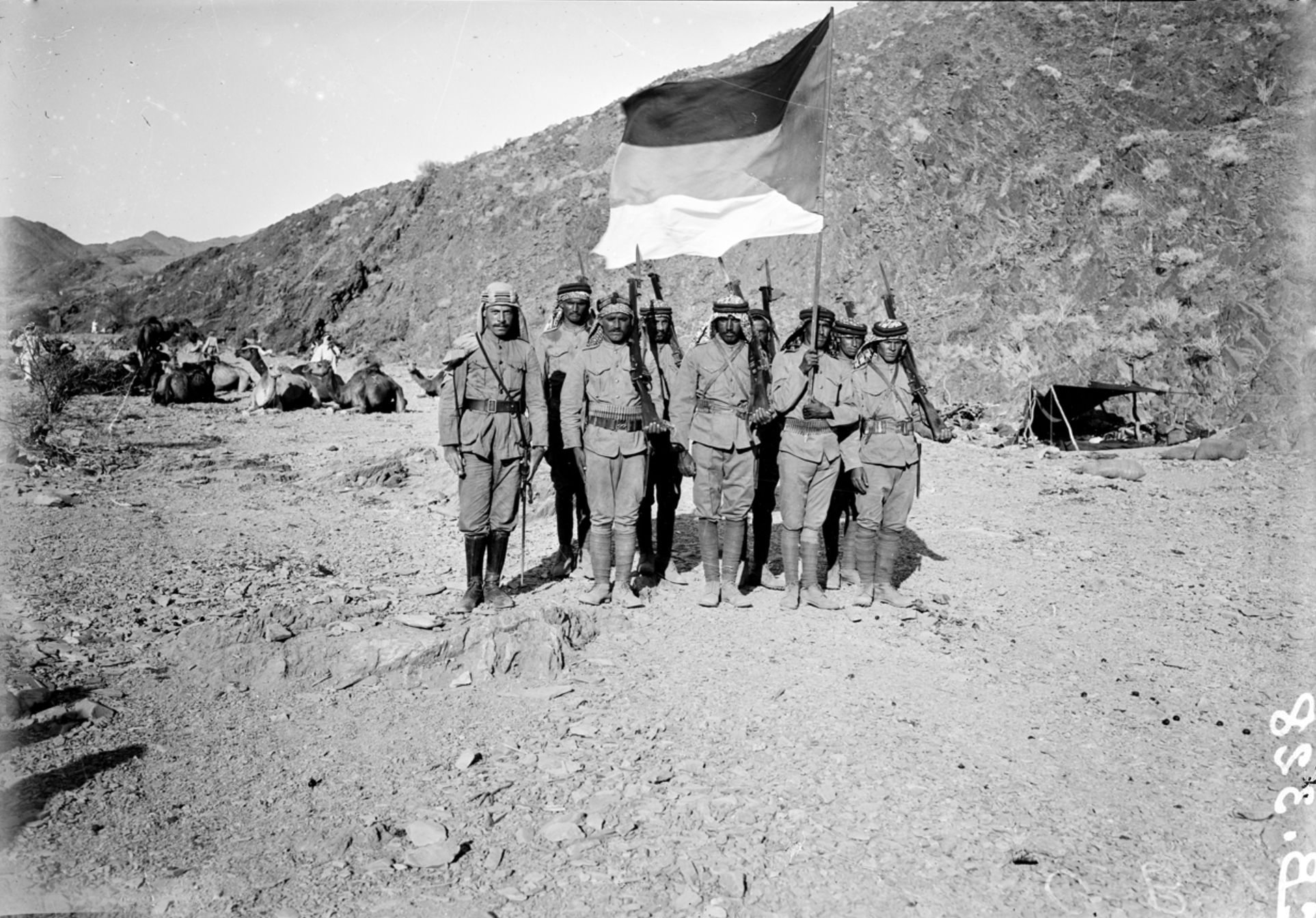
الجيش العربي خلال الثورة العربية عام 1916 ضد الدولة العثمانية والتي شكلت نواة الفيلق العربي

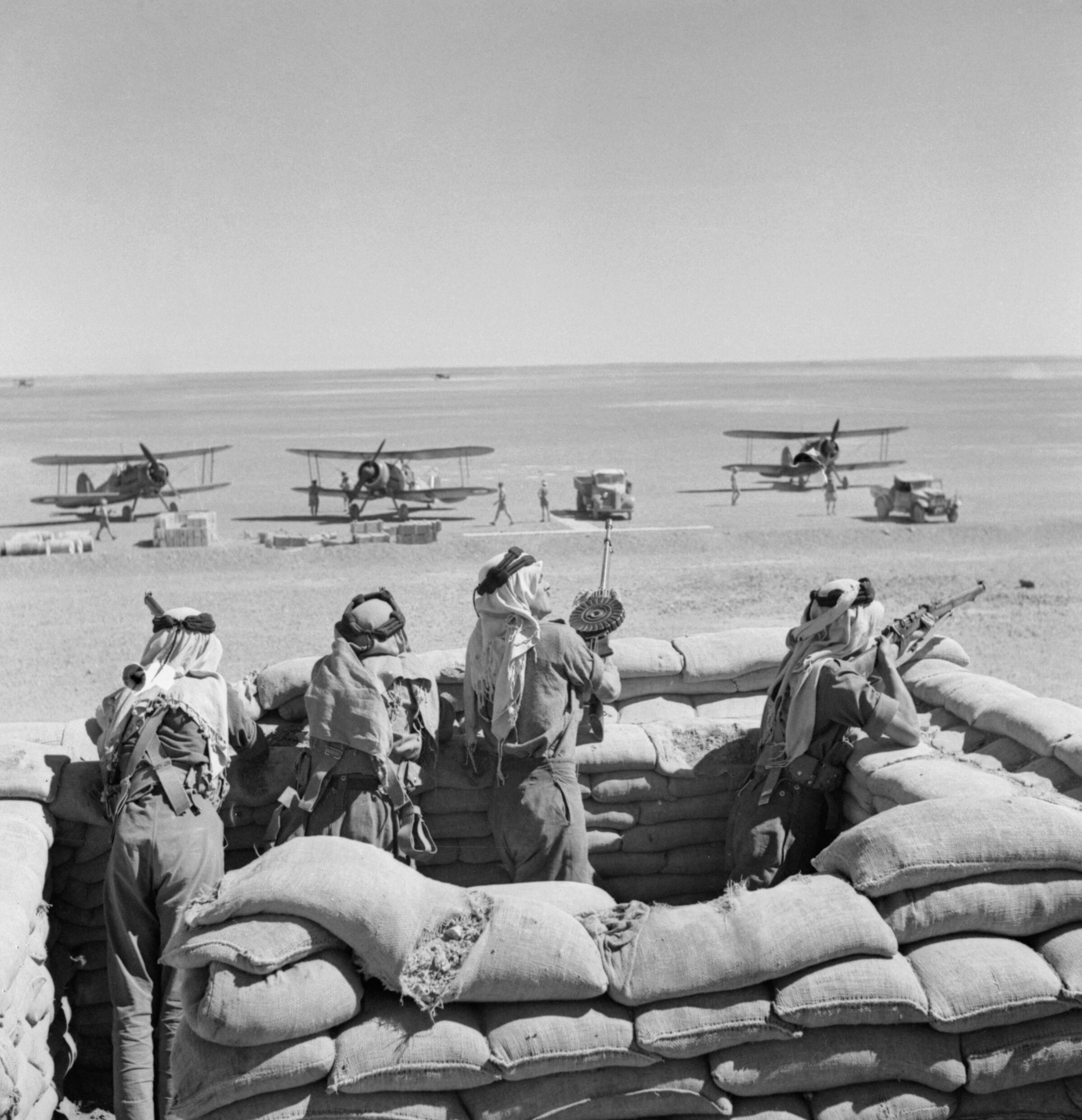
الفيلق العربي في العراق أثناء الحرب الأنجلو-عراقية عام 1941

في أكتوبر 1920، بعد الاستيلاء على إمارة شرق الأردن، كونت المملكة المتحدة وحدة من 150 جندي تحت اسم القوة المتنقلة تحت قيادة النقيب فريدريك جيرارد بيك بغرض الدفاع عن الإقليم ضد التهديدات الداخلية والخارجية. أعلنت المملكة مدينة الزرقاء مقرا للوحدة. بلغت نسبة الجالية الشيشانية المحلية في الوحدة ما يقرب من 80%.
كبرت الوحدة سريعا حتى وصلت إلى 1,000 جندي ممن كانوا قد خدموا في الجيش العثماني. مع حلول 22 أكتوبر 1923، تم إدماج قوات الشرطة للخدمة كقوات احتياط تخضع أيضا لقيادة فريدريك بيك. أطلق على القوة الجديدة اسم الجيش العربي بالرغم من معرفته في اللغة الإنجليزية بالفيلق العربي. تم تمويل الجيش من قبل المملكة المتحدة. تم تشكيل الفيلق كقوة شرطة لحفظ النظام بين عشائر شرق الأردن وحراسة طريق القدس- عمان المهم.
في 1 أبريل 1926، أعلن عن تشكيل قوة حدود شرق الأردن من كادر الجيش العربي بقوة بلغت 150 جندي فقط تمركز أغلبهم على طول طرق شرق الأردن، ليتقلص حجم الجيش وقتها إلى 900 جندي كما تم تجريدهم من بنادقهم الرشاشة والمدفعية وقوات الاتصالات.
في عام 1939، شغل جون باجوت غلوب المعروف باسم جلاب باشا قائد الجيش العربي واللواء عبد القادر باشا الجندي نائباً له ليصبح بفضلهم أحد أفضل جيوش العرب تدريبا.

## الحرب العالمية الثانية

شعار الجيش العربي خلال الحرب العالمية الثانية

خلال الحرب العالمية الثانية شارك الجيش العربي مع الجيش البريطاني ضد قوات المحور في منطقة البحر الأبيض المتوسط. بلغ عدد جنودها في تلك الفترة ما يقرب من 1,600 جندي.
ساهم الجيش العربي مع جزء من القوة العراقية بشكل كبير في حسم الحرب الأنجلو-عراقية والحملة السورية اللبنانية لصالح الحلفاء.
من أشهر قادة الجيش العربي المشاركين في مسيرة النصر اللواء عبد القادر باشا الجندي، العقيد بهجت بك طبارة والمقدم أحمد صدقي باي.

## الحرب العربية الإسرائيلية 1948

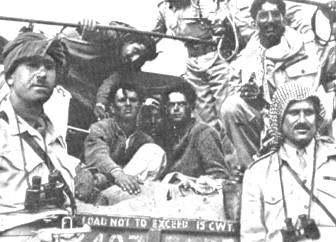
قائد الفيلق العربي عبد الله التل (أقصى يمين الصورة) مع النقيب حكمت مهيار (أقصى يسار الصورة) مع الأسرى اليهود بعد سقوط غوش عتسيون

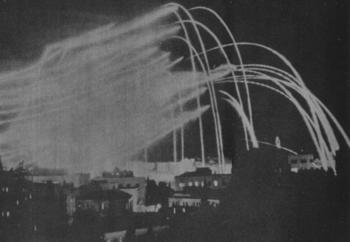
قذائف مدفعية الفيلق العربي تضيء القدس عام 1948

شارك الجيش العربي في حرب 1948 بين الكيان الصهيوني والجيوش العربية. بلغ تعداد الجيش آنذاك ما يقرب من 6,000 فرد منهم 4,500 جندي في 4 أفواج بحجم كتيبة لكل منها أسراب سيارات مدرعة خاصة بها وسبع سرايا مستقلة بالإضافة إلى قوات الدعم. تم تنظيم الأفواج في لواءين. احتوى اللواء الأول على الفوجين الأول والثالث بينما احتوى اللواء الثالث على الفوجين الثاني والرابع.
في 9 فبراير 1948، تم حل قوة حدود شرق الأردن مع إعادة استيعاب أعضاء في الفيلق العربي.
بموجب تعليمات الأمم المتحدة، سحب الفيلق قبل الإعلان عن نهاية الانتداب البريطاني من فلسطين إلى إمارات شرق الأردن. مع بدء القتال عاد الفيلق إلى فلسطين اتجه اللواء الأول إلى نابلس بينما اتجه اللواء الثاني إلى رام الله.
دخل الفيلق العربي فلسطين مع القوات العربية الأخرى في 15 مايو 1948 عبر جسر اللنبي، جسر الملك حسين الآن، لتغطية المداخل من جنين في الشمال إلى العفولة ومن جسر المجامع على نهر الأردن إلى بيسان العفولة. تسبب دخول الفيلق إلى فلسطين إلى إحراج حكومة المملكة المتحدة كون ضباطهم هم قادة الفيلق. حاولت المملكة المتحدة تدارك الأمر وأمرت قادة اللواء الأول والثاني بالعودة إلى شرق الأردن وعدم التدخل في الحرب.
استجاب الضباط البريطانيون للأمر وعادوا إلى إمارة شرق الأردن مرة أخرى. لكنهم كانوا يتسللون عبر الحدود عائدين إلى فلسطين للمشاركة في الحرب. بدون استثناء، عاد جميع الضباط البريطانيين إلى وحداتهم. طالب نائب بريطاني بسجن جلوب باشا لخدمته في جيش أجنبي دون إذن الملك.
اشتركت وحدات تابعة للفيلق العربي العديد من المعارك ضد القوات اليهودية مثل:
- الهجوم على موكب بن شيمن في بيت نبالا في 14 ديسمبر 1947.[7]
- معركة مستوطنة نفيه يعقوب في 18 أبريل 1948.[8]
- الهجوم على كيبوتس غيشر في 27 و 28 أبريل 1948.[3][9]
- الهجوم على حصن تجارت في مدينة اللطرون في 17 مايو 1948،[10] ثم معركة اللطرون في الفترة ما بين 20 مايو إلى 18 يوليو 1948.
- معركة القدس عام 1948، وحصار القدس في الفترة ما بين 17 مايو إلى 18 يوليو 1948.
- الهجوم ومحاولة أسر كيبوتس جيزر في 10 يونيو 1948.[11]
- الهجوم على ترقوميا في 24 أكتوبر 1948.[12]

بحلول نهاية الحرب في عام 1949، تجاوز عدد جنود الفيلق العريي أكثر من 10,000 شخص يغطوا جبهة طولها 100 ميل وصلت إلى 400 ميل بعد انسحاب القوات العراقية.

## مزيد من الاشتباكات مع إسرائيل

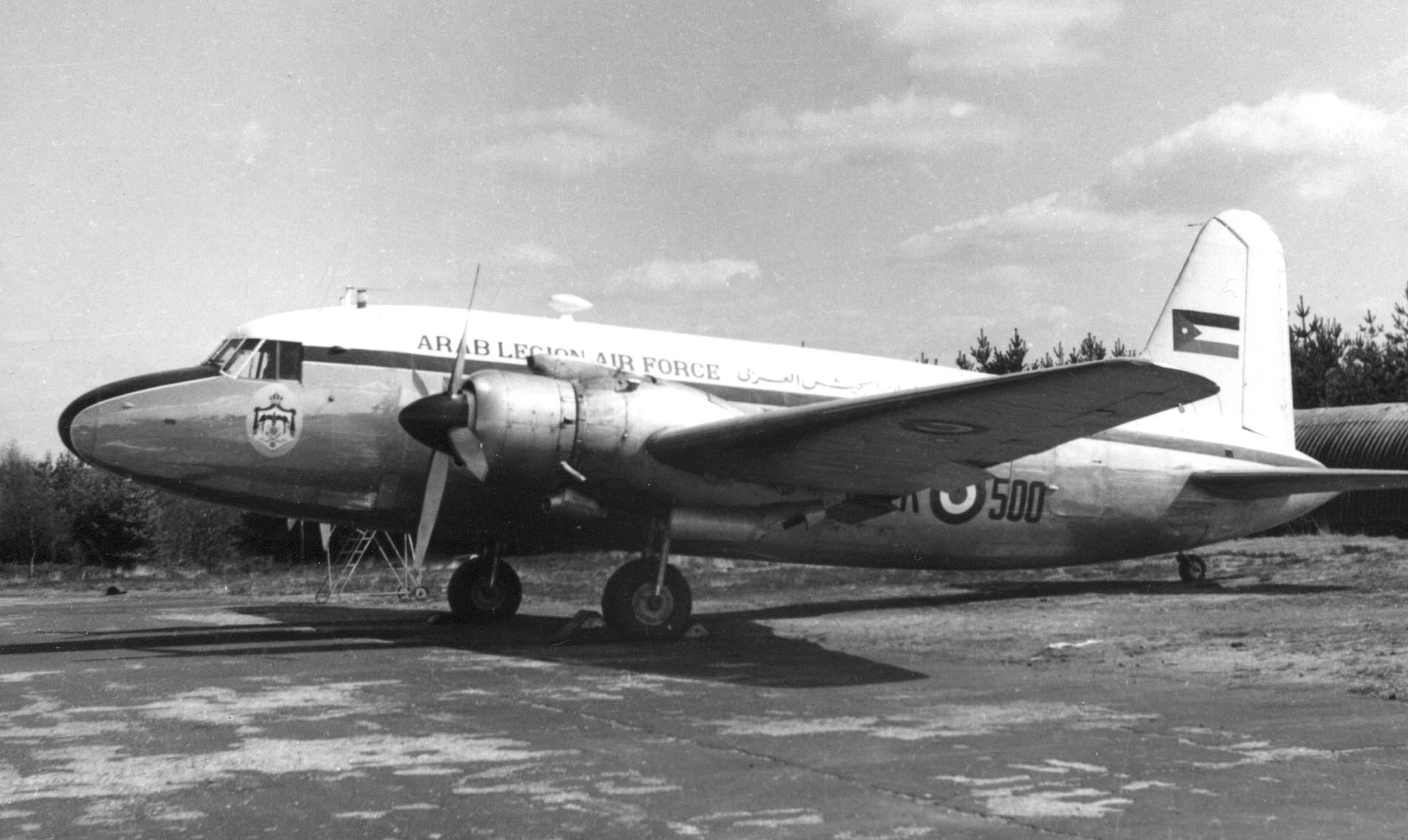
طائرة من طراز فيكرز في سي. 1 من سلاح الجو العربي للفيلق العربي

قامت طائرة من طراز فيكرز في سي. 1 من سلاح الجو العربي للفيلق بمداهمة قوة إسرائيلية في عملية وصفها الجيش الإسرائيلي بعملية جيهوناثان الإنتقامية في منطقة الرحوة، قطاع الخليل في الأراضي الأردنية. قتل في العملية أكثر من عشرين جندي ورجل شرطة.
لم يشارك الفيلق في أزمة السويس عام 1956.

## الجيش الأردني
في 1 مارس 1956، أعيدت تسمية الفيلق العربي باسم الجيش العربي (الآن القوات المسلحة الأردنية) كجزء من حملة تعريب قيادته، والتي بموجبها قام الملك حسين بطرد قائد الفيلق البريطاني «جلوب باشا» وغيره من كبار الضباط البريطانيين.
في إسرائيل، ظل المصطلح العبري "Ligioner"، أي "Legioner"، يستخدم بشكل غير رسمي للجنود الأردنيين لسنوات عديدة بعد ذلك مثل حرب 1967 وما بعدها.

## القادة

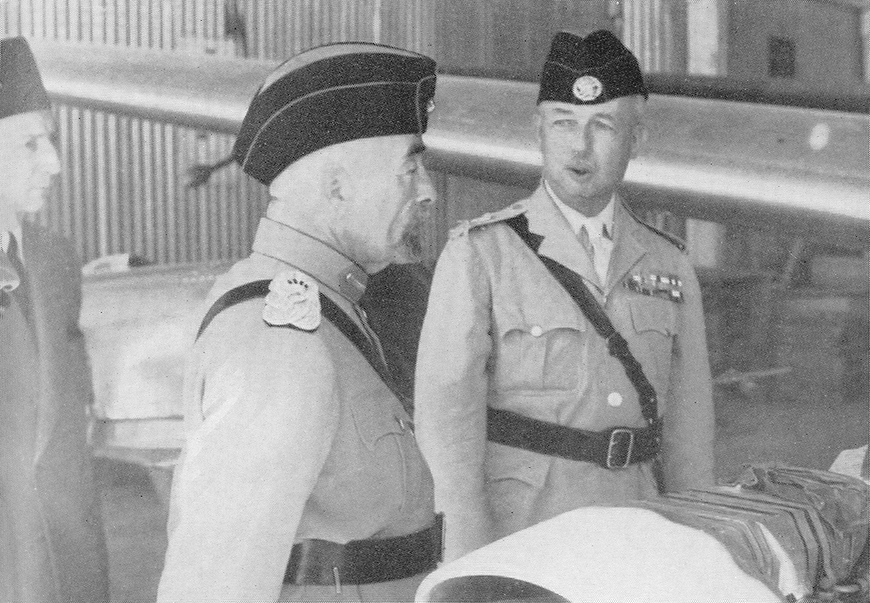
الملك عبد الله الأول مع جون باجوت غلوب "جلاب باشا"

العقيد فريدريك بيك («بيك باشا»)- 22 أكتوبر 1923- 21 مارس 1939.
- المقدم إرنست ستافورد («ستافورد باي») في الفترة ما بين عامي 1924 و1931.
- اللواء جون جلوب، في الفترة ما بين 21 مارس 1939 و 1 مارس 1956.
- للواء عبد القادر باشا الجندي في الفترة ما بين 1 مارس 1956 و 25 مارس 1956

ملحوظة: «باشا» هو لقب شرفي تركي يعادل اللقب البريطاني «لورد».

## معارك الجيش العربي

### الحرب العالمية الثانية
- القتال في سوريا (محاربة قوات حكومة فيشي الفرنسية)
- القتال في العراق (قمع ثورة رشيد عالي الكيلاني)

### حرب 1948
- باب الواد
- اللطرون
- طولكرم
- معركة القدس

### سنوات الهدنة
- معركة السموع
- 44 معركة واشتباك ما بين عامي ((1948 - 1967))

### حرب 1967
- معارك الضفة الغربية

### معركة الكرامة
معركة الكرامة

### المساهمة في حرب 1973
- حرب 1973

## الفهرس
- دوبوي، تريفور إن، نصر بعيد المنال، الحروب العربية الإسرائيلية، الفترة ما بين 1947-1974، البطل (1984).
- فارندال، السير مارتن، تاريخ فوج المدفعية الملكي، سنوات الهزيمة، 1939-1941، براسيز (1996).
- غلوب، جون باجوت، الفيلق العربي، لندن (1948).
- كفر عتصيون في الذاكرة: تاريخ غوش عتصيون ومذبحة كفار عتصيون، عام 2005.
- ليفي الأول، القدس في حرب الاستقلال («تيشا كابين»- تسعة إجراءات- بالعبرية) معراخوت- الجيش الإسرائيلي، وزارة الدفاع الإسرائيلية.
- بال، دارم، التاريخ الرسمي للجيش الهندي في الحرب العالمية الثانية، 1939-45- حملة في غرب آسيا، أورينت لونجمان (1957).
- أسد الأردن: حياة الملك حسين في الحرب والسلام، ألين لين. ردمك 978-0-7139-9777-4.
- السياسة والجيش في الأردن: دراسة حول الفيلق العربي في الفترة ما بين عامي 1921-1957، نيويورك، دار برايجر للنشر.
- يونغ، بيتر (1972). الفيلق العربي، اوسبري للنشر. ردمك 0-85045-084-5 وردمك 978-0-85045-084-2
- الأردن- دراسة قطرية، مكتبة الكونغرس الأمريكية

## وصلات خارجية
- مقالة عن الجيش العربي في موسوعة بريتانيكا
- الفيلق العربي
- الفيلق العربي والدفاع عن القدس.
- عام 1956- ملك الأردن يقيل الجنرال البريطاني (مقال وفيديو بي بي سي)